# 군중 통제

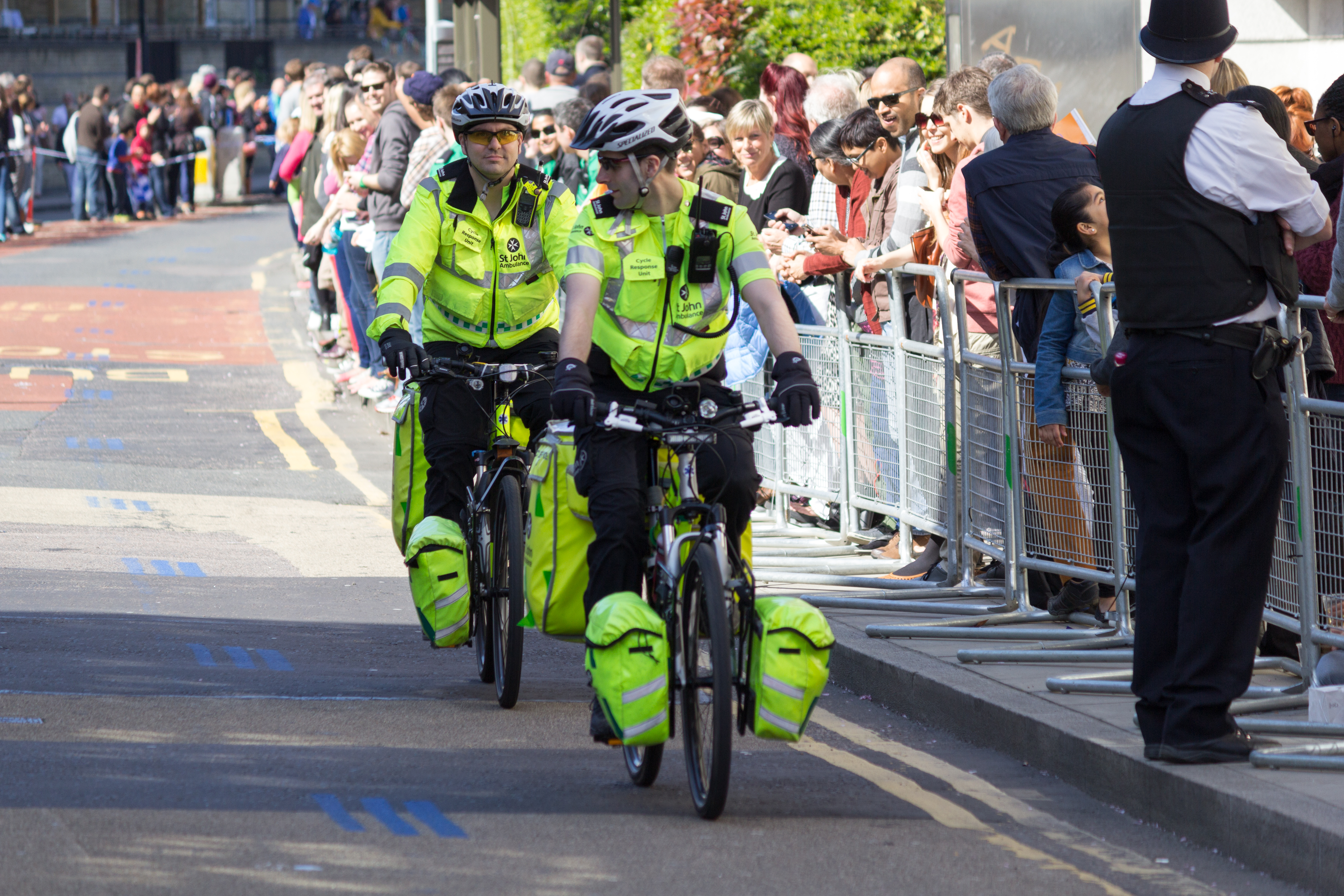
2014년 런던 마라톤에서 응급처치요원이 순찰하는 동안 경찰관이 관중을 울타리 뒤로 배치시키고 있다.

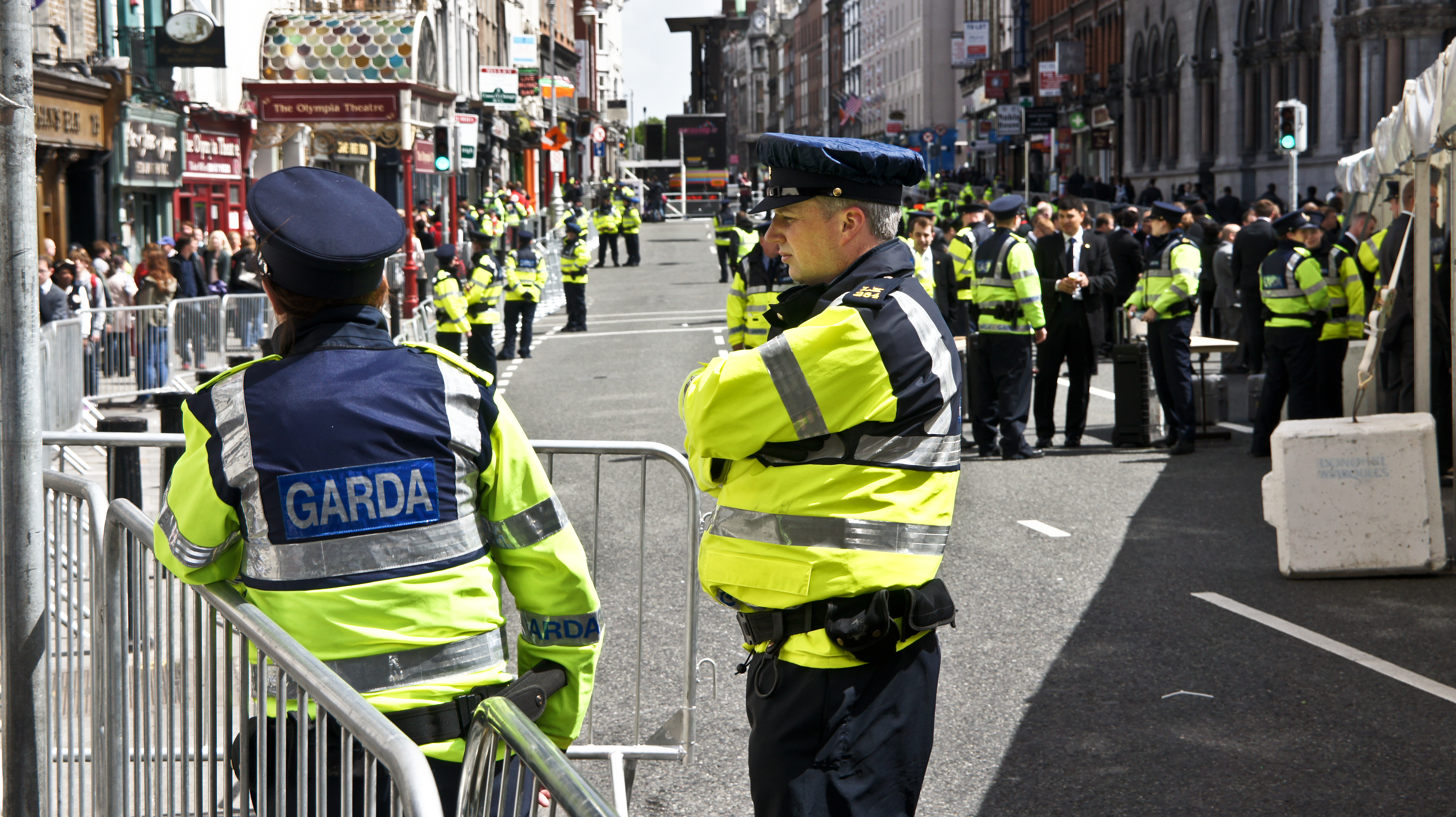
2011년 오바마 대통령이 아일랜드를 방문했을 당시 더블린의 치워진 거리에서 경비 임무를 수행하고 있는 Garda Síochána 경찰.

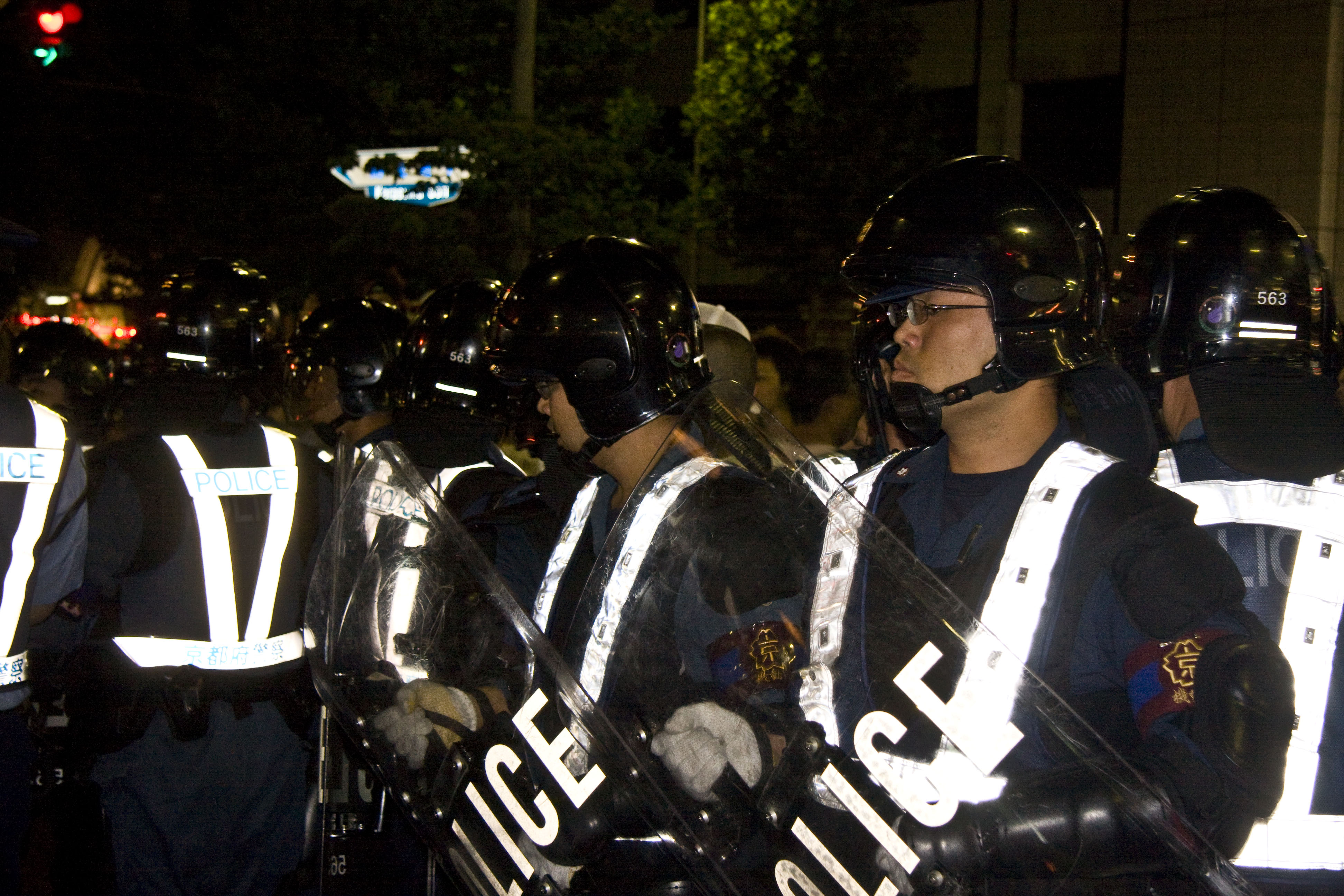
2008년 아베 신조 총리의 방문 중 근무 중인 교토부 기동경찰대.

군중 통제(crowd control)는 다중밀집사고, 괴로움, 술 취한 사람과 무질서한 사람들이 동원된 싸움 또는 폭동의 발생을 방지하기 위해 대규모 군중을 관리하는 치안 관행이다. 특히 군중에 의한 압살로 인해 수백 명의 사망자가 발생할 수 있다. 효과적인 군중 관리는 예상되거나 예상치 못한 군중 발생을 관리하는 것이다. 군중 통제에는 경찰뿐만 아니라 개인적으로 고용된 경비원도 포함될 수 있다. 군중 통제는 거리 박람회, 음악제, 스타디움 및 공개 시위와 같은 대규모 공개 모임에서 자주 사용된다. 일부 행사에서는 경비원과 경찰이 금속 탐지기와 탐지견을 이용해 무기와 마약이 행사장으로 반입되는 것을 방지한다.

## 역사
군중 통제의 역사는 공식적인 군중 통제 부대가 없던 1920년대로 거슬러 올라간다. 정치인을 지키기 위해서 수십명의 경찰이 줄을 서 있었다. 한 줄 뒤에 약 20피트 떨어진 곳에 또 다른 줄이 있었다. 경찰은 곤봉과 도끼 자루로 무장했다. 그들의 임무는 단순히 군중을 뒤로 잡아두는 것이었고, 그러면 모든 사람이 자유롭게 움직일 수 있었고 경찰이 여러 명이 동원되었다.
1950년대 후반에 방패와 곤봉으로 무장한 최초의 실제 폭동 진압대가 등장했다. 목표는 방패 경비원이 선을 지탱하는 것이었다. 그들이 군중과 실제로 접촉하게 되면 곤봉을 든 경비원이 방패 경비원을 도울 예정이었다. 그러나 그들에게 치명적인 힘이 사용되었을 경우 이를 대처할 훈련이나 절차가 없었기 때문에 경비원은 스스로를 방어해야 했다.
1960년대와 1970년대는 최루탄 가스가 발명되고 널리 사용된 시기였다. 그러나 이 새로운 혁신으로 인해 경찰은 시야가 제한되는 환경에서 작전을 수행하는 데 익숙하지 않았다. 당시 그들이 입었던 갑옷은 그렇게 이동성이 좋지 않았다. 이로 인해 그런 종류의 갑옷은 거의 사용되지 않았다. 군중 통제자는 바운서나 도어맨의 다른 이름이기도 하다.

## 같이 보기
- 대중조작
- 다중밀집사고
- 울타리
- 폭동 진압